# Hans Friedrich (Politiker, 1917)
Hans Friedrich (* 2. Februar 1917 in Carlsruhe, Provinz Schlesien; † 25. Juni 1998 in Walzbachtal) war ein deutscher Politiker (FDP, später BHE).

## Leben und Beruf
Nach einem Medizinstudium arbeitete Friedrich zunächst zwei Jahre als Militärarzt und war dann ab 1942 im vertrauensärztlichen Dienst der Deutschen Reichsbahn tätig.

## Politik
Friedrich trat 1946 der FDP bei und wurde deren Kreisvorsitzender im Landkreis Frankenberg. 1948/49 war er zweiter Vorsitzender der Landesflüchtlingsorganisation in Hessen. Bei der Bundestagswahl 1949 wurde er auf der hessischen Landesliste der FDP in den ersten Deutschen Bundestag gewählt. Am 5. Oktober 1950 verließ er Partei und Fraktion. Am 16. November begründete er mit weiteren Vertriebenenpolitikern die Bundestagsgruppe BHE/DG. Nachdem diese durch den Tod des Abgeordneten Stephan Weickert unter die Mindestzahl an Mitgliedern gesunken war, schloss er sich am 2. April 1952 als Gast wieder seiner ursprünglichen Fraktion an. Nach dem Ende der ersten Legislaturperiode trat er politisch nicht mehr hervor und war auch kein Bundestagsmitglied mehr.
Friedrich ist nicht zu verwechseln mit dem FDP-Politiker Hans Friderichs.